# Noche Serena
Noche Serena, conocida también cómo Oda VIII o A Don Loarte, es un poema del humanista español Fray Luis de León, circa 1572. Este poema esta entre los 100 mejores poemas de la lengua castellana, en el libro de Las Cien Mejores Poesías (Líricas) de la Lengua Castellana, escogidas por el escritor español Marcelino Menéndez Pelayo, en su libro del 1908. Precisamente esta en el puesto 17.º. Habla de un tal Don Loarte, un supuesto militar y poeta. 

## Letra

### Original
Cuando contemplo el cielo

de innumerables luces adornado,

y miro hacia el suelo

de noche rodeado,

en sueño y en olvido sepultado,

El amor y la pena

despiertan en mi pecho un ansia ardiente;

despiden larga vena

los ojos hechos fuente;

Loarte y digo al fin con voz doliente:

«Morada de grandeza,

templo de claridad y hermosura,

el alma, que a tu alteza

nació, ¿qué desventura

la tiene en esta cárcel baja, escura?

¿Qué mortal desatino

de la verdad aleja así el sentido,

que, de tu bien divino

olvidado, perdido

sigue la vana sombra, el bien fingido?

El hombre está entregado

al sueño, de su suerte no cuidando;

y, con paso callado,

el cielo, vueltas dando,

las horas del vivir le va hurtando.

¡Oh, despertad, mortales!

Mirad con atención en vuestro daño.

Las almas inmortales,

hechas a bien tamaño,

¿podrán vivir de sombra y de engaño?

¡Ay, levantad los ojos

aquesta celestial eterna esfera!

burlaréis los antojos

de aquesa lisonjera

vida, con cuanto teme y cuanto espera.

¿Es más que un breve punto

el bajo y torpe suelo, comparado

con ese gran trasunto,

do vive mejorado

lo que es, lo que será, lo que ha pasado?

Quien mira el gran concierto

de aquestos resplandores eternales,

su movimiento cierto

sus pasos desiguales

y en proporción concorde tan iguales;

la luna cómo mueve

la plateada rueda, y va en pos de ella

la luz do el saber llueve,

y la graciosa estrella

de amor la sigue reluciente y bella;

y cómo otro camino

prosigue el sanguinoso Marte airado,

y el Júpiter benino,

de bienes mil cercado,

serena el cielo con su rayo amado;

rodéase en la cumbre

Saturno, padre de los siglos de oro;

tras él la muchedumbre

del reluciente coro

su luz va repartiendo y su tesoro:

¿quién es el que esto mira

y precia la bajeza de la tierra,

y no gime y suspira

y rompe lo que encierra

el alma y destos bienes la destierra?

Aquí vive el contento,

aquí reina la paz; aquí, asentado

en rico y alto asiento,

está el Amor sagrado,

de glorias y deleites rodeado.

Inmensa hermosura

aquí se muestra toda, y resplandece

clarísima luz pura,

que jamás anochece;

eterna primavera aquí florece.

¡Oh campos verdaderos!

¡Oh prados con verdad frescos y amenos!

¡Riquísimos mineros!

¡Oh deleitosos senos!

¡Repuestos valles, de mil bienes llenos!
Fray Luis de León (1527 o 1528 - 1591)